# ماري باومغارتنر
ماري باومغارتنر (بالإنجليزية: Mary Baumgartner)‏ هي لاعب كرة قاعدة أمريكية، ولدت في 13 سبتمبر 1930 في فورت واين في الولايات المتحدة، وتوفيت في 2 يونيو 2018 في كيندالفيل في الولايات المتحدة.